# Ítalo Zappa
Ítalo Zappa (Paola, 30 de março de 1926 — Barra do Piraí, 4 de novembro de 1997) foi um diplomata brasileiro. Serviu como embaixador do Brasil em Moçambique (1977 a 1981), República Popular da China (1982 a 1986), Cuba (1986 a 1990) e Vietnã (1994 a 1996).
Filho de Santo Zappa e Julieta Fuocco Zappa, nasceu na Comuna de Paola, Itália, mas era considerado brasileiro nato de acordo com o art.115, letra b, da Constituição de 1937, exigência para o posterior ingresso no serviço diplomático do Brasil.

## História
Zappa nasceu em Paola, região da Calábria, Itália, mas foi criado em Barra do Piraí, Rio de Janeiro.
Bacharelou-se em ciências jurídicas e sociais pela Faculdade de Direito da Universidade do Rio de Janeiro em 1950. 

## Trajetória diplomática
Após completar o curso de preparação à carreira de diplomata do Instituto Rio Branco, foi nomeado cônsul de terceira classe em outubro de 1952. Na Secretaria de Estado de Relações Exteriores (SERE), que funcionava então no palácio Itamarati do Rio de Janeiro, chefiou interinamente, em 1954, a seção de organização. 

### Genebra
Em 1955 foi removido para Genebra, na Suíça, onde ocupou os cargos de vice-cônsul e de cônsul-adjunto até 1957.  Nesta cidade, participou das XVIII e XIX conferências internacionais de Instrução Pública (1955-1956), da IX Reunião do Grupo de Trabalho das Partes Contratantes do Acordo Geral sobre Tarifas e Comércio (GATT)) para Problemas de Comércio de Produtos de Base (1955) e da XXXIX Sessão da Conferência Internacional do Trabalho (1956).

### Washington
Entre os anos de 1958 a 1961, já como segundo secretário da carreira diplomática, fez parte da delegação brasileira na OEA (Organização dos Estados Americanos).

### Buenos Aires
Em 1960 foi lotado na Embaixada de Buenos Aires. Foi promovido, por merecimento, a primeiro-secretário em setembro de 1961.

### Rio de Janeiro
Foi transferido novamente para a SERE, onde integrou o grupo de trabalho de estudos de regulamentação e execução da reforma do Ministério das Relações Exteriores (MRE). Foi auxiliar do secretário-geral-adjunto para organismos internacionais e chefe da Divisão de Conferências, Organismos e Assuntos Gerais, ambos em 1962, e auxiliar do secretário-geral de política externa em 1963.

### Montevidéu
Enviado para servir na embaixada em Montevidéu em 1963, foi chefe-interino do Setor de Promoção Comercial (na época Sepro, depois Secom) até 1964, quando foi removido para o Peru.

### Lima
Em 1964 esteve presente à III Reunião do Conselho Interamericano Econômico e Social (CIES), depois Comissão Interamericana de Desenvolvimento Integral (CIDI) em Lima. 

### Rio de Janeiro
De volta à SERE, em 1967 assumiu a chefia da Divisão da OEA e, nessa condição, participou da XI Reunião de Consulta dos Ministros das Relações Exteriores dos Estados Membros da OEA e da reunião de chefes de estados americanos, ambas em Punta del Este (Uruguai), e da XI Reunião de Consulta dos Ministros das Relações Exteriores dos Estados Americanos em Washington.
Zappa foi nomeado em 1986 o primeiro embaixador brasileiro em Havana após a Revolução Cubana, ocorrida em 1959.

## Visões sobre política externa
No Itamaraty, ainda durante a ditadura, defendeu a adoção de uma política externa independente, contra o colonialismo português na África e em prol de maior aproximação com os países da Ásia e Oceania, particularmente com a China.
De maneira geral, Zappa era crítico a um alinhamento do Brasil aos Estados Unidos.

## Vida pessoal
Era casado com Maria Aparecida Camerano Zappa, com quem teve três filhos. Teve uma filha com Maria Elisa Berenguer e união duradoura com Diana Carvalho. 
Zappa morreu aos 71 anos de idade devido a complicações geradas por um câncer generalizado. Foi enterrado no cemitério Santa Rosa, em Barra do Piraí (RJ), sua cidade natal.